# Přípustné riziko
Přípustné riziko je jednou z okolností vylučujících protiprávnost, jestliže jsou dodrženy podmínky zákona, ani jinak trestný následek riskantní činnosti nezaloží trestní odpovědnost toho, kdo takto jednal. Důvodem pro beztrestnost je v takových případech celospolečenský prospěch, protože bez rizika a riskování mnohdy není možný vědecko-technický pokrok. Zatímco tedy např. krajní nouze je podmíněna nemožností jiným způsobem odvrátit existující nebezpečí, opodstatněnost přípustného rizika spočívá v tom, že společensky prospěšného výsledku nelze dosáhnout jinak. V českém právu je institut přípustného rizika zakotven v ustanovení § 31 trestního zákoníku. 
Vždy se ovšem musí jednat o profesionála (beztrestné riziko platí jen v rámci určitého zaměstnání, povolání, postavení nebo funkce), který bude postupovat v souladu s dosaženým stavem poznání a informacemi, které měl v době svého rozhodování o dalším postupu (lege artis). Podstoupit riziko také musí jen za účelem dosažení nějakých celospolečensky prospěšných cílů, např. v lékařství, vědě a výzkumu, nelze takto odůvodnit prosazování pouze individuálních zájmů. O přípustné riziko také nepůjde tehdy, pokud bude ohrožen život nebo zdraví člověka, aniž by ten k tomu dal předchozí, na základě zákona požadovaný informovaný souhlas, nebo pokud riskantní činnost odporuje jinému právnímu předpisu, veřejnému zájmu, zásadám lidskosti nebo se příčí dobrým mravům. Ani riziko nesmí být zřejmě neúměrné, reálný následek může být jistě závažnější než ten, který byl původně předpokládán, ale míra podstoupeného rizika musí odpovídat právě tomuto zamýšlenému cíli. Při zvažování dalšího postupu by se proto měla zjišťovat společensky nejužitečnější varianta a až poté hodnotit s ní spojená rizika.